# Filipe de Carvalho
 (décembre 2023).
 (août 2025).
Filipe de Carvalho, né le 1er décembre 2003 à Zurich en Suisse, est un footballeur suisse, qui évolue au poste d'ailier gauche au Grasshopper Zurich.

## Biographie

### En club
Né à Zurich en Suisse, Filipe de Carvalho commence le football au FC Oetwil-Geroldswil avant d'être formé par le Grasshopper Zurich. Il joue son premier match en professionnel le 9 février 2021, à l'occasion d'une rencontre de deuxième division suisse contre le FC Winterthour. Il entre en jeu et son équipe l'emporte par trois buts à deux.
Le 3 janvier 2022, de Carvalho signe son premier contrat professionnel, étant alors lié au club jusqu'en juin 2025.
Il réalise sa première apparition en Super League le 5 février 2022, lors d'un derby contre le FC Zurich. Il entre en jeu à la place de Christián Herc mais ne peut empêcher la défaite de son équipe par trois buts à un.
Le 29 avril 2023, lors de la défaite de son équipe face au FC Lugano en championnat (5-1 score final), de Carvalho se blesse sérieusement. Touché au genou, le jeune ailier est victime d'une rupture partielle du ligament croisé antérieur et d'une élongation du ligament latéral, ce qui met un terme à sa saison et le tien éloigné des terrains pour plusieurs mois.

### En sélection
Filipe de Carvalho représente l'équipe de Suisse des moins de 19 ans. Le 16 novembre 2021 il se fait remarquer en réalisant un triplé face à Andorre, contribuant ainsi à la victoire de son équipe par six buts à zéro. Il joue au total sept matchs avec cette sélection pour quatre buts marqués.